# Écozone néotropicale : plantes à graines par nom scientifique (M)
à compléter par ordre alphabétique

## Ma

### Mai
- Maihuenia - fam. Cactacées (Cactus)
  - Maihuenia patagonica
  - Maihuenia poeppigii

### Mam
- Mammea - Clusiacées
  - Mammea americana - Abricotier des Antilles

- Mammillaria - fam. Cactacées (Cactus)
  - Mammillaria albicoma
  - Mammillaria albilanata
  - Mammillaria armillata
  - Mammillaria aureilanata
  - Mammillaria aurihamata
  - Mammillaria backebergiana
  - Mammillaria barbata
  - Mammillaria baumii
  - Mammillaria baxteriana
  - Mammillaria beneckei
  - Mammillaria berkiana
  - Mammillaria blossfeldiana
  - Mammillaria blossfeldiana
  - Mammillaria bocasana
  - Mammillaria bocensis
  - Mammillaria bombycina
  - Mammillaria bombycina
  - Mammillaria boolii
  - Mammillaria brandegeei
  - Mammillaria capensis
  - Mammillaria carmenae
  - Mammillaria carnea
  - Mammillaria carretii
  - Mammillaria chionocephala
  - Mammillaria coahuilensis
  - Mammillaria columbiana
  - Mammillaria compressa
  - Mammillaria crucigera
  - Mammillaria decipiens
  - Mammillaria deherdtiana
  - Mammillaria deherdtiana
  - Mammillaria densispina
  - Mammillaria dioica
  - Mammillaria discolor
  - Mammillaria dixanthocentron
  - Mammillaria duoformis
  - Mammillaria duwei
  - Mammillaria elongata
  - Mammillaria eriacantha
  - Mammillaria erythrosperma
  - Mammillaria evermanniana
  - Mammillaria fittkaui
  - Mammillaria formosa
  - Mammillaria fraileana
  - Mammillaria geminispina
  - Mammillaria gigantea
  - Mammillaria glassii
  - Mammillaria goodridgei
  - Mammillaria gracilis
  - Mammillaria grahamii
  - Mammillaria grusonii
  - Mammillaria guelzowiana
  - Mammillaria guerreronis
  - Mammillaria guillauminiana
  - Mammillaria haageana
  - Mammillaria hahniana
  - Mammillaria haudeana
  - Mammillaria woodsii
  - Mammillaria halei
  - Mammillaria heidiae
  - Mammillaria herrerae
  - Mammillaria hertrichiana
  - Mammillaria heyderi
  - Mammillaria huitzilopochtli
  - Mammillaria humboldtii
  - Mammillaria hutchisoniana
  - Mammillaria insularis
  - Mammillaria jaliscana
  - Mammillaria johnstonii
  - Mammillaria karwinskiana
  - Mammillaria klissingiana
  - Mammillaria knippeliana
  - Mammillaria kraehenbuehlii
  - Mammillaria lasiacantha
  - Mammillaria laui
  - Mammillaria lenta
  - Mammillaria leucantha
  - Mammillaria lindsayi
  - Mammillaria longiflora
  - Mammillaria longimamma
  - Mammillaria magnifica
  - Mammillaria magnimamma
  - Mammillaria mainiae
  - Mammillaria mammillaris
  - Mammillaria marksiana
  - Mammillaria mathildae
  - Mammillaria matudae
  - Mammillaria mazatlanensis
  - Mammillaria melaleuca
  - Mammillaria melanocentra
  - Mammillaria mercadensis
  - Mammillaria meyranii
  - Mammillaria microhelia
  - Mammillaria miegiana
  - Mammillaria milleri
  - Mammillaria moelleriana
  - Mammillaria cowperae
  - Mammillaria muehlenpfordtii
  - Mammillaria multidigitata
  - Mammillaria mystax
  - Mammillaria nana
  - Mammillaria napina
  - Mammillaria neopalmeri
  - Mammillaria nivosa
  - Mammillaria nunezii
  - Mammillaria occidentalis
  - Mammillaria oteroi
  - Mammillaria painteri
  - Mammillaria parkinsonii
  - Mammillaria pectinifera
  - Mammillaria peninsularis
  - Mammillaria pennispinosa
  - Mammillaria perbella
  - Mammillaria petrophila
  - Mammillaria petterssonii
  - Mammillaria phitauiana
  - Mammillaria picta
  - Mammillaria pilispina
  - Mammillaria plumosa
  - Mammillaria polyedra
  - Mammillaria polythele
  - Mammillaria pondii
  - Mammillaria poselgeri
  - Mammillaria pottsii
  - Mammillaria prolifera
  - Mammillaria prolifera
  - Mammillaria pygmaea
  - Mammillaria rekoi
  - Mammillaria rettigiana
  - Mammillaria rhodantha
  - Mammillaria roseoalba
  - Mammillaria saboae
  - Mammillaria sanchez-mejoradae
  - Mammillaria sartorii
  - Mammillaria schiedeana
  - Mammillaria schumannii
  - Mammillaria schwarzii
  - Mammillaria scrippsiana
  - Mammillaria sempervivi
  - Mammillaria senilis
  - Mammillaria sheldonii
  - Mammillaria sonorensis
  - Mammillaria sphacelata
  - Mammillaria sphaerica
  - Mammillaria spinosissima
  - Mammillaria standleyi
  - Mammillaria stella-de-tacubaya
  - Mammillaria supertexta
  - Mammillaria supertexta
  - Mammillaria surculosa
  - Mammillaria swinglei
  - Mammillaria tayloriorum
  - Mammillaria tepexicensis
  - Mammillaria tetrancistra
  - Mammillaria theresae
  - Mammillaria thornberi
  - Mammillaria tonalensis
  - Mammillaria uncinata
  - Mammillaria vetula
  - Mammillaria viridiflora
  - Mammillaria vivipara
  - Mammillaria voburnensis
  - Mammillaria weingartiana
  - Mammillaria wiesingeri
  - Mammillaria wildii
  - Mammillaria winterae
  - Mammillaria wrightii
  - Mammillaria wolfii
  - Mammillaria xaltianguensis
  - Mammillaria yaquensis
  - Mammillaria zacatecasensis
  - Mammillaria zeilmanniana
  - Mammillaria zephyranthoides
  - Mammillaria zeyeriana

- Mammilloydia - fam. Cactacées (Cactus)
  - Mammilloydia candida

### Mar
- Marcgraviastrum
  - Marcgraviastrum subsessile

### Mat
- Matucana - fam. Cactacées (Cactus)
  - Matucanaaurantiaca
  - Matucanaaureiflora
  - Matucanafruticosa
  - Matucanahaynei
  - Matucanaintertexta
  - Matucanakrahnii
  - Matucanamadisoniorum
  - Matucanamadisoniorum
  - Matucanamyriacantha
  - Matucanaoreodoxa
  - Matucanapaucicostata
  - Matucanapujupatii
  - Matucanapujupatii
  - Matucanaritteri
  - Matucanaweberbaueri

## Me

### Mel
- Melocactus - fam. Cactacées (Cactus)
  - Melocactusandinus
  - Melocactusazureus
  - Melocactusbahiensis
  - Melocactusbellavistensis
  - Melocactusbroadwayi
  - Melocactuscaroli-linnaei
  - Melocactuscitrispinus
  - Melocactusconcinnus
  - Melocactusconoideus
  - Melocactuscurvispinus
  - Melocactusdeinacanthus
  - Melocactusernestii
  - Melocactusestevesii
  - Melocactusevae
  - Melocactusglaucescens
  - Melocactusharlowii
  - Melocactusintortus
  - Melocactuslanssensianus
  - Melocactuslemairei
  - Melocactuslevitestatus
  - Melocactusmacracanthos
  - Melocactusmatanzanus
  - Melocactusmazelianus
  - Melocactusmorochapensis
  - Melocactusneryi
  - Melocactusoreas
  - Melocactuspachyacanthus
  - Melocactuspaucispinus
  - Melocactusperuvianus
  - Melocactussalvadorensis
  - Melocactusschatzlii
  - Melocactussmithii
  - Melocactusviolaceus
  - Melocactuszehntneri

## Mi

### Mic
- - Micranthocereus' - fam. Cactacées (Cactus)
  - Micranthocereus albicephalus
  - Micranthocereus auriazureus
  - Micranthocereus dolichospermaticus
  - Micranthocereus estevesii
  - Micranthocereus flaviflorus
  - Micranthocereus flaviflorus
  - Micranthocereus polyanthus
  - Micranthocereus purpureus
  - Micranthocereus streckeri
  - Micranthocereus violaciflorus

### Mil
- Mila - fam. Cactacées (Cactus)
  - Mila caespitosa

## Mo
- Monstera -fam. Araceae
  - Monstera deliciosa - fruit à pain mexicain

## Mu

### Mus
- Musa - fam. Musacées

## My

### Myr
- Myrica
  - Myrica pubescens

- Myrtillocactus - fam. Cactacées (Cactus)
  - Myrtillocactus cochal
  - Myrtillocactus eichlamii
  - Myrtillocactus geometrizans
  - Myrtillocactus schenckii